# Harleyodendron unifoliolatum
Harleyodendron unifoliolatum är en ärtväxtart som beskrevs av John Macqueen Cowan. Harleyodendron unifoliolatum ingår i släktet Harleyodendron och familjen ärtväxter. Inga underarter finns listade i Catalogue of Life.